# 東急テクノシステム

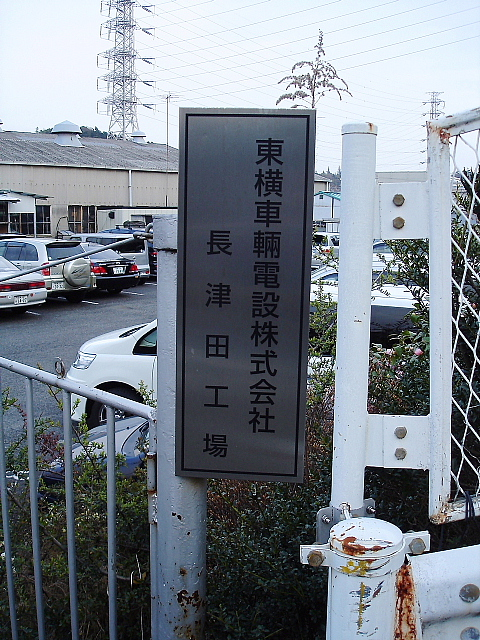
東急テクノシステム 長津田工場 正門（旧社名時代）

東急テクノシステム株式会社 （とうきゅうテクノシステム、英: TOKYU TECHNO SYSTEM CO., LTD.）は、1940年（昭和15年）に設立された東急のグループ会社。
同社の鉄道車両改造（他社譲渡用・更新工事）・バス車両の整備・車体架装および特装車の製作などを行う企業である。

## 概要
1940年当時、東急電鉄の前身である東京横浜電鉄は、合併・事業拡大にともない鉄道車両・自動車が増加していた。そのため東京横浜電鉄から修理・改造を請け負うことを目的に、1940年（昭和15年）3月20日、東横車輛工事株式会社の社名で設立された。
1954年（昭和29年）12月22日、日本モーターを合併、同時に東横車輛工業へ社名を変更した。社名はその後、1973年（昭和48年）4月には東横車輛電設、2008年（平成20年）3月20日には東急テクノシステムへ変更された。
鉄道車両の改造・整備、バス車両の整備および車体の更新改造、鉄道施設や駅ビル・商業施設などの電気工事などを事業の中心としている。過去には鉄道車両の製作技術を生かした高速道路の料金所ブースも主力製品の一つであったが、現在は撤退している。
中原工場では、主に自動車にかかわる業務を担当し、バス車両の整備、車体の二次架装・更新改造、特装車や福祉自動車・幼稚園バスの製作、レストアなどを行う。東急バスの車両の車体更新（車体再生）、他社譲渡用車両の改造を担当しており、また交通博物館の展示車両として、電車とバスの博物館や日野オートプラザで展示されている保存車両の改造なども手がけている。
東急グループ以外のバス事業の車両では、富士急行の水陸両用バス「KABA」、はとバスの2階建てオープントップバス「オー・ソラ・ミオ」などの施工実績がある。
長津田工場では、東急長津田車両工場（東急レールウェイサービス）や長津田検車区などと連携し、東急で廃車になった車両を譲渡するための改造や、車両更新工事などを請け負っている。特に他社譲渡改造に関しては、長津田工場の敷地内で行う場合が多く見られる。

## 事業所
- 本社・中原工場：神奈川県川崎市中原区今井上町11-21
- 長津田工場：神奈川県横浜市青葉区恩田町704
  - 久里浜事業所：神奈川県横須賀市舟倉2-4-1 京浜急行電鉄㈱久里浜工場内
  - 上永谷事業所：神奈川県横浜市港南区野庭町713 横浜市交通局修繕工場内
  - 新羽事業所：神奈川県横浜市港北区北新横浜1-12-1 横浜市交通局 新羽車両基地内
  - かしわ台事業所：神奈川県海老名市柏ケ谷997 相模鉄道車両センター内
- 電設総合事務所：神奈川県川崎市宮前区東有馬2-2-15
  - 四ツ木事務所：東京都葛飾区東四つ木4-32-15
  - 西白井事務所：千葉県白井市根1059-2

## 車両改造実績

### 鉄道車両

#### 長津田工場
- 東急5000系→長野電鉄2500系・熊本電気鉄道5000形・岳南鉄道5000系・福島交通モハ5000形・松本電気鉄道5000形・上田交通5000系
- 東急6000系電車 (初代)→弘南鉄道6000系
- 東急7000系→福島交通7000系・水間鉄道7000系・秩父鉄道2000系・弘南鉄道7000系
- 東急7200系→十和田観光電鉄7200系
- 東急7700系→十和田観光電鉄7700系
- 東急8000系→伊豆急行8000系
- 東急8500系→長野電鉄8500系・秩父鉄道7000系
- 東急8090系→秩父鉄道7500系・7800系
- 東急1000系→上田電鉄1000系・6000系・伊賀鉄道200系・一畑電車1000系・福島交通1000系
- 相鉄モヤ700系701

#### 出張工事
- 西武101系電車→秩父鉄道6000系
  - ※西武車両下請けによるもの

### バス車両
中原工場での施工実績の一例。

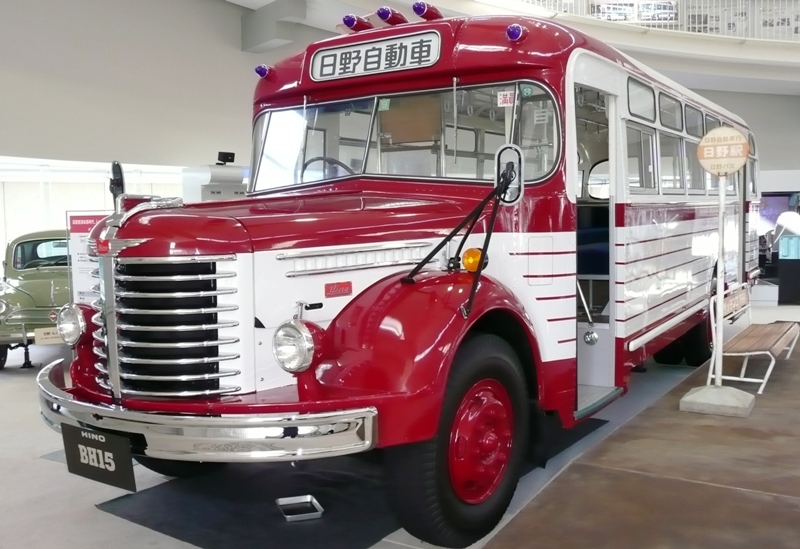
日野自動車BH15型ボンネットバス（日野オートプラザ展示車両・レストア）
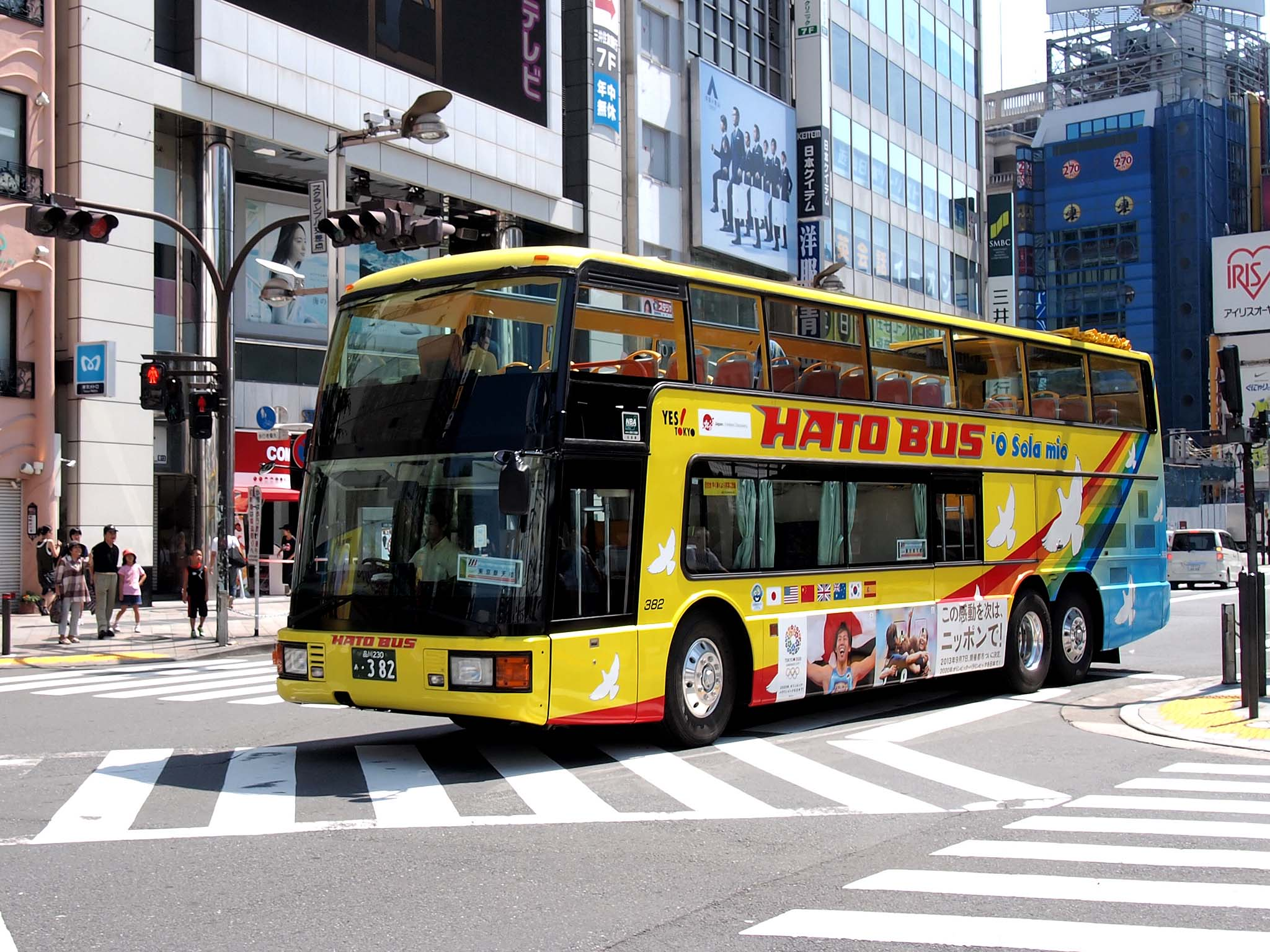
はとバス「オー・ソラ・ミオ」オープントップバス
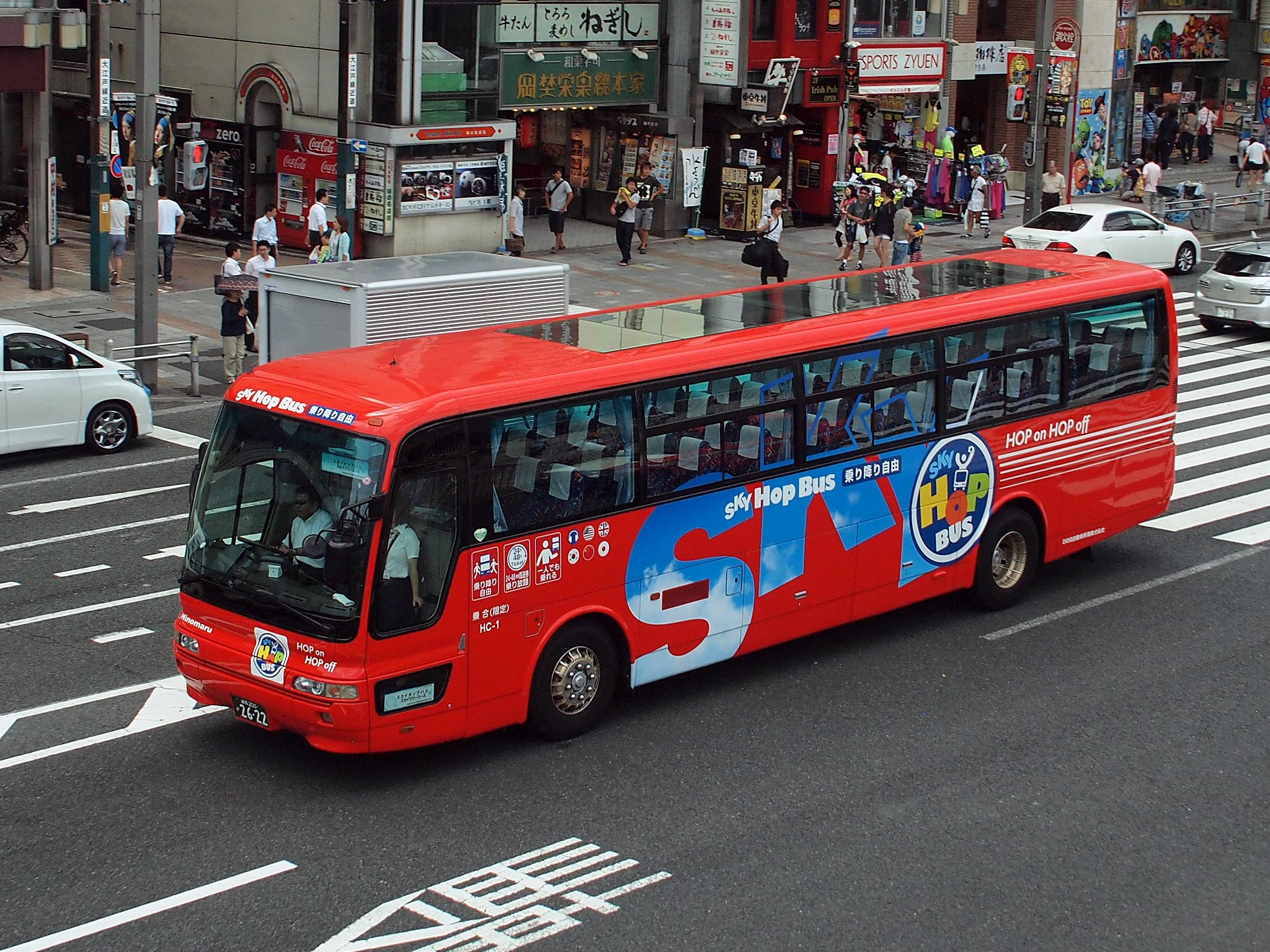
日の丸自動車興業「スカイホップバス」ガラスサンルーフ車
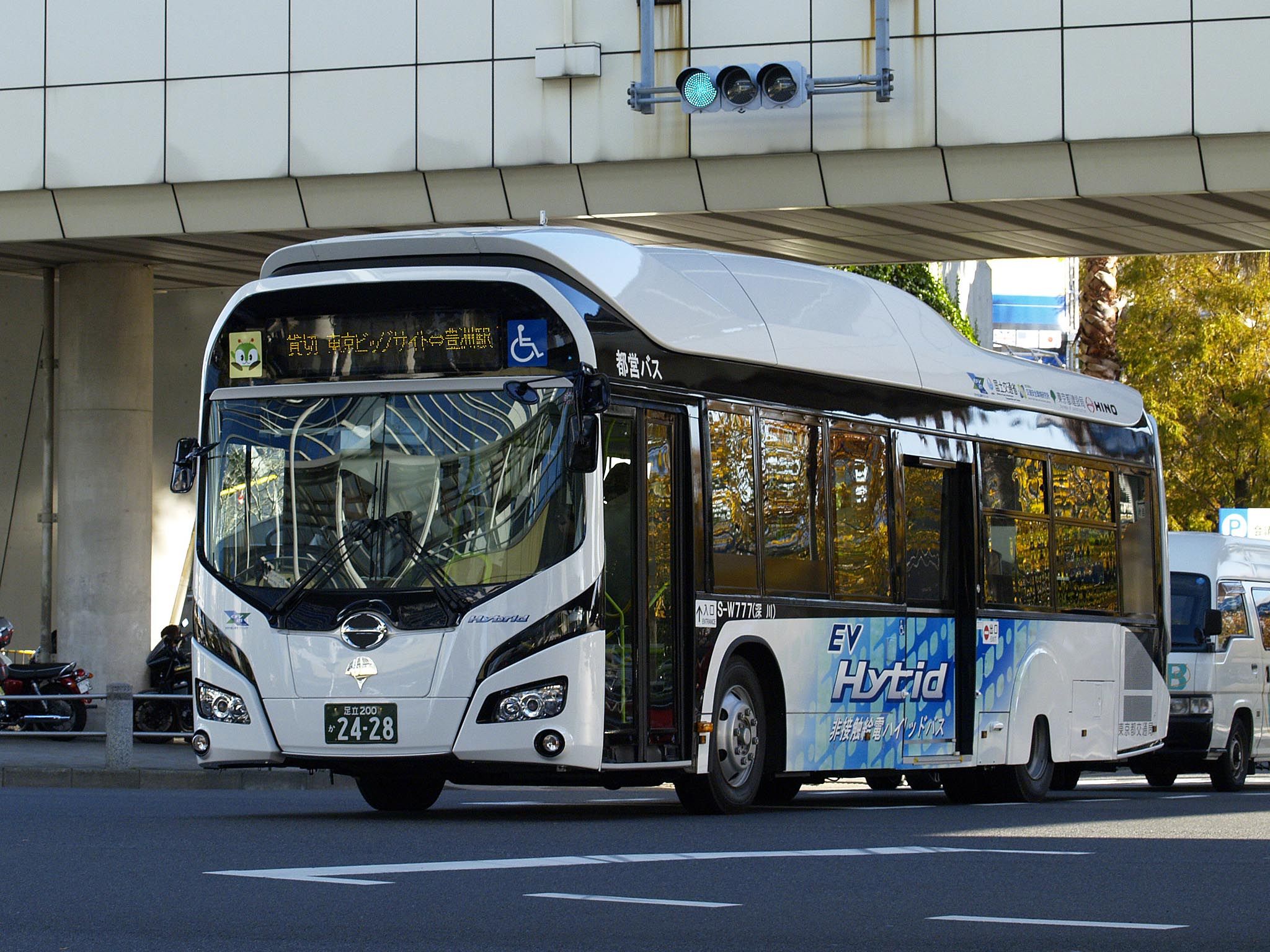
日野・ブルーリボンシティ非接触給電ハイブリッドバス（写真は東京都交通局貸与時）
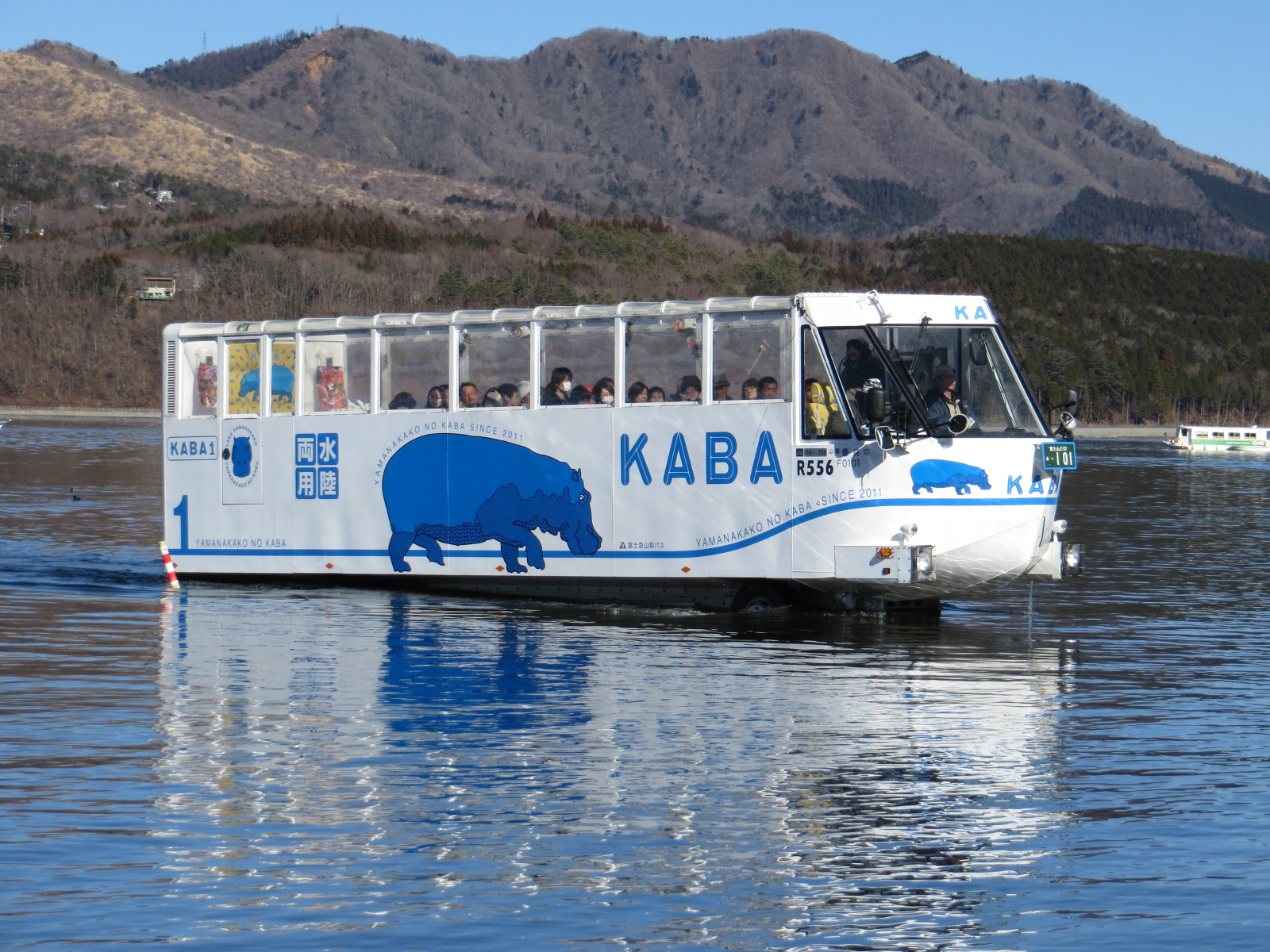
富士急行「KABA」水陸両用バス（写真は富士急山梨バスの車両）
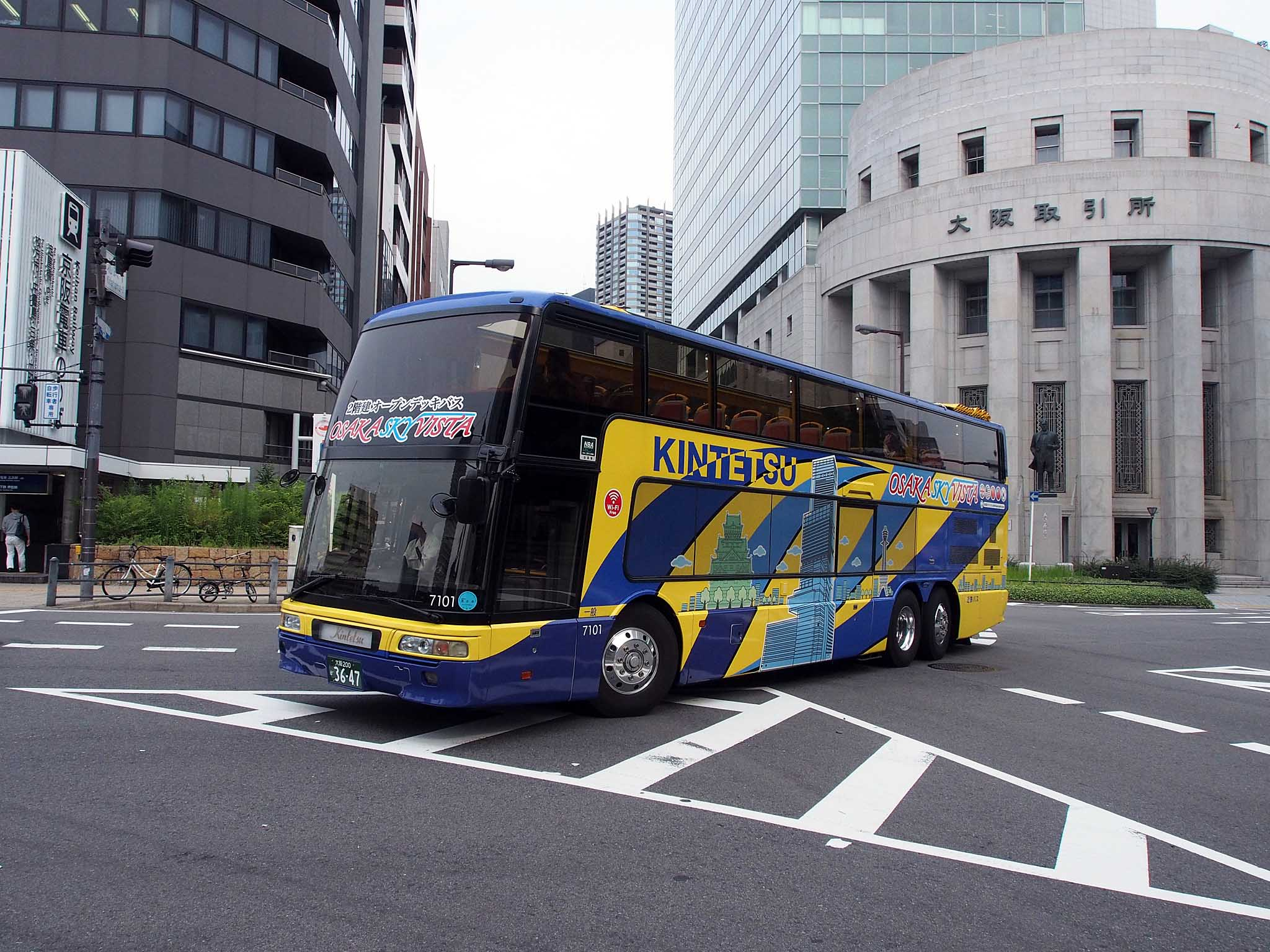
近鉄バス「OSAKA SKY VISTA」（旧塗装時代、のちに赤基調の塗装に変更）

### 東急グループ
- 東急車輛製造
- 長津田車両工場
- 長津田検車区
- 東急バス
- 東急トランセ
- 東急電鉄
- 電車とバスの博物館
- 東急

### その他
- 京王重機整備
- 東京特殊車体（京王グループ）
- 西武車両
- 京成車両工業
- 京成自動車工業
  - 串崎車輌（大栄車輌より派生）
- 東武インターテック
  - 津覇車輌工業
- 小田急車両工業
- 小田急エンジニアリング
- 京急ファインテック
- 近鉄車両エンジニアリング
- アルナ車両（旧・アルナ工機、阪急阪神東宝グループ）
- グローバルテック（阪急阪神東宝グループ）
- 手塚車両工業 - メトロ車両の協力会社
- 宮脇車輌工業 - 同上
- 日野オートプラザ（日野自動車）